# Канторський потік
Канторський потік (словац. Kantorský potok) — річка в Словаччині; ліва притока Вагу. Протікає в окрузі Мартін.
Довжина — 16 км; протікає Канторською долиною. Витікає в масиві Мала Фатра (на схилі гори Вишня Ліпова) — на висоті 1120 метрів.
Протікає біля сіл Склабінський Подзамок і Турчянска Штявнічка. Впадає у Ваг на висоті 385 метрів.